# نوسباخ، اتریش
نوسباخ  (به آلمانی: Nußbach) یک منطقهٔ مسکونی در اتریش است که در ناحیه کیرشدورف آندر کرمس واقع شده‌است. نوسباخ  ۳۰٫۴ کیلومتر مربع مساحت دارد ۴۶۴ متر بالاتر از سطح دریا واقع شده‌است.